# Όrοs Stratοniko - Kοryfi Skamni
Όrοs Stratοniko - Kοryfi Skamni este o arie protejată (arie specială de conservare — SAC, sit de importanță comunitară — SCI) din Grecia întinsă pe o suprafață de 7.977,98 ha, integral pe uscat.

## Localizare
Centrul sitului Όrοs Stratοniko - Kοryfi Skamni este situat la coordonatele 40°33′15″N 23°48′03″E / 40.554028°N 23.800807°E.

## Înființare
Situl Όrοs Stratοniko - Kοryfi Skamni a fost declarat sit de importanță comunitară în august 1996 pentru a proteja 7 specii de animale. Situl a fost protejat și ca arie specială de conservare în martie 2011.

## Biodiversitate
Situată în ecoregiunea mediteraneană, aria protejată conține 10 habitate naturale: Dune mobile cu vegetație embrionară, Fânețe de joasă altitudine (Alopecurus pratensis, Sanguisorba officinalis), Păduri de fag Luzulo-Fagetum, Păduri de fag Asperulo-Fagetum, Păduri pe pante, grohotișuri și ravene de Tilio-Acerion, Păduri panonice-balcanice de stejar turcesc - stejar sesil, Păduri de Castanea sativa, Păduri de Quercus frainetto, Păduri de Platanus orientalis și Liquidambar orientalis (Platanion orientalis), Păduri de Quercus ilex și Quercus rotundifolia.
La baza desemnării sitului se află mai multe specii protejate:
- amfibieni (1): izvoraș-cu-burta-galbenă (Bombina variegata)
- mamifere (1): vidră de râu (Lutra lutra)
- nevertebrate (2): rădașcă (Lucanus cervus), Morimus asper funereus
- reptile (3): șarpele cu patru dungi (Elaphe quatuorlineata), Testudo graeca, țestoasă bănățeană (Testudo hermanni)

Pe lângă speciile protejate, pe teritoriul sitului au mai fost identificate 4 specii de plante, 6 specii de amfibieni, 9 specii de mamifere, 3 specii de reptile.